# 아일라 켈
아일라 켈(Ayla Kell, 1990년 10월 7일 ~ )는 미국의 배우, 발레 무용수, 텔레비전 배우, 영화배우이다.
로스앤젤레스에서 태어났다.

## 방송
- 메이크 잇 오어 브레이크 잇 3
- 메이크 잇 오어 브레이크 잇 2
- 메이크 잇 오어 브레이크 잇 1
- CSI 마이애미 시즌7
- 위드아웃 어 트레이스 5

## 영화
- 세이블 (2016년)
- 더 드리머 (2015년)
- 미싱 앳 17 (2013년) - 캔데이스 역
- 메이크 잇 오어 브레이크 잇 3 (2012년) - 페이슨 킬러 역
- 메이크 잇 오어 브레이크 잇 2 (2010년) - 페이슨 킬러 역
- 메이크 잇 오어 브레이크 잇 1 (2009년) - 페이슨 킬러 역
- 할리우드 폭로전 (2008년)
- 리바운드 (2005년)
- 오메가 코드 (1999년)